# Тремель
Треме́ль (фр. Trémel, брет. Tremael) — коммуна во Франции, находится в регионе Бретань. Департамент — Кот-д’Армор. Входит в состав кантона Плестен-ле-Грев. Округ коммуны — Ланьон.
Код INSEE коммуны — 22366.

## География
Коммуна расположена приблизительно в 440 км к западу от Парижа, в 155 км западнее Ренна, в 65 км к западу от Сен-Бриё.
Вдоль восточной границы коммуны протекает река Йяр, а вдоль западной — река Дурон.

## Население
Население коммуны на 2016 год составляло 421 человек.
| 1962 | 1968 | 1975 | 1982 | 1990 | 1999 | 2008 | 2016 |
| ---- | ---- | ---- | ---- | ---- | ---- | ---- | ---- |
| 481  | 508  | 465  | 446  | 403  | 393  | 403  | 421  |

## Администрация
| Период | Период | Фамилия            | Партия                              | Примечания |
| ------ | ------ | ------------------ | ----------------------------------- | ---------- |
| 1929   | 1947   | Станислас Коадалан |                                     |            |
| 1947   | 1981   | Луи Ривоалан       | Французская коммунистическая партия |            |
| 1981   | 2008   | Жан Туарен         | Французская коммунистическая партия |            |
| 2008   |        | Терез Бурис        | Разные правые                       |            |

## Экономика
В 2007 году среди 249 человек в трудоспособном возрасте (15—64 лет) 172 были экономически активными, 77 — неактивными (показатель активности — 69,1 %, в 1999 году было 70,0 %). Из 172 активных работали 156 человек (92 мужчины и 64 женщины), безработных было 16 (9 мужчин и 7 женщин). Среди 77 неактивных 20 человек были учениками или студентами, 34 — пенсионерами, 23 были неактивными по другим причинам.

## Достопримечательности
- Церковь Нотр-Дам (XV век). Исторический памятник с 1910 года[3]
- Замок Кермерзи (XV век). Исторический памятник с 1927 года[4]

## Фотогалерея

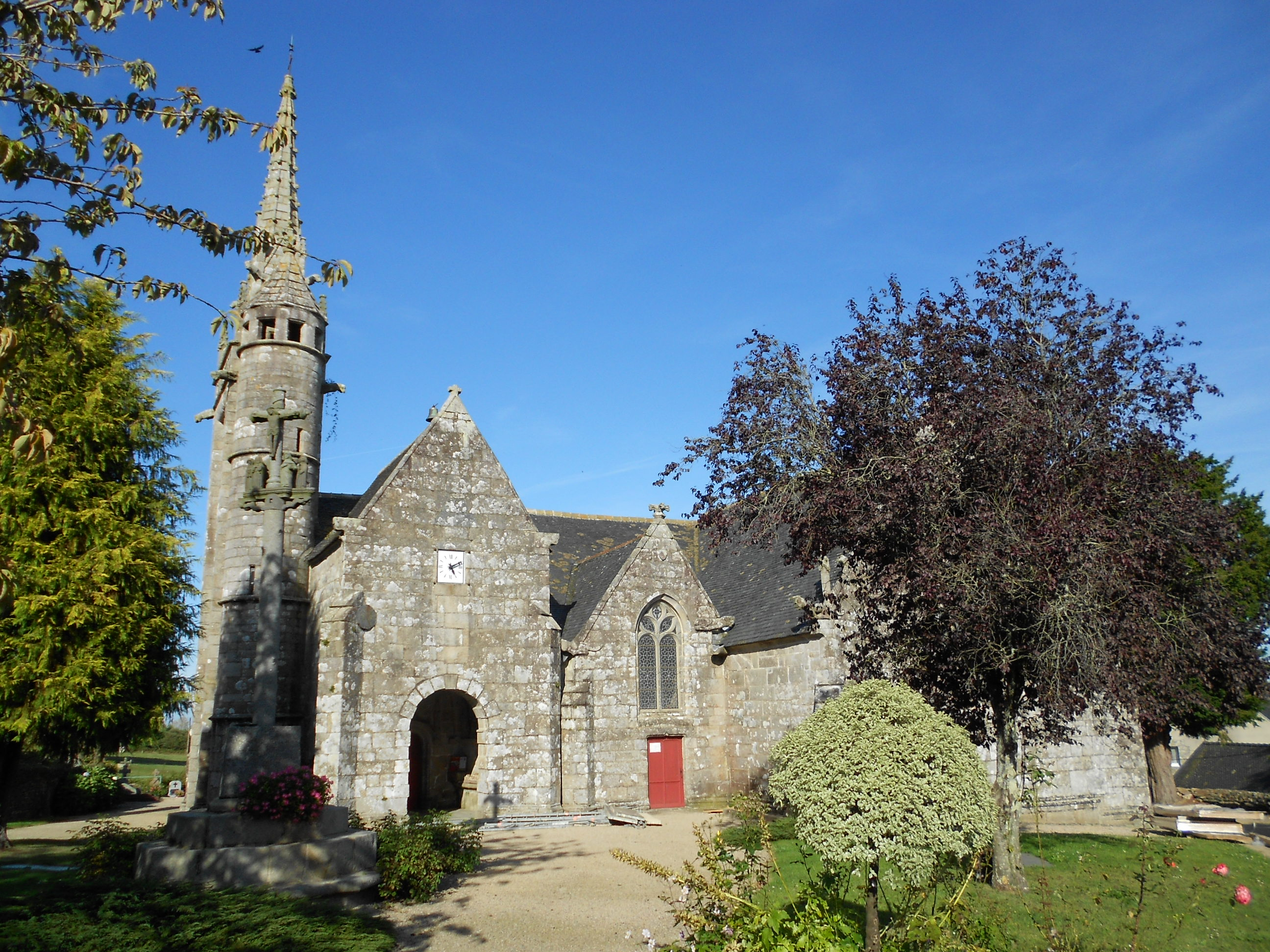
Церковь Нотр-Дам
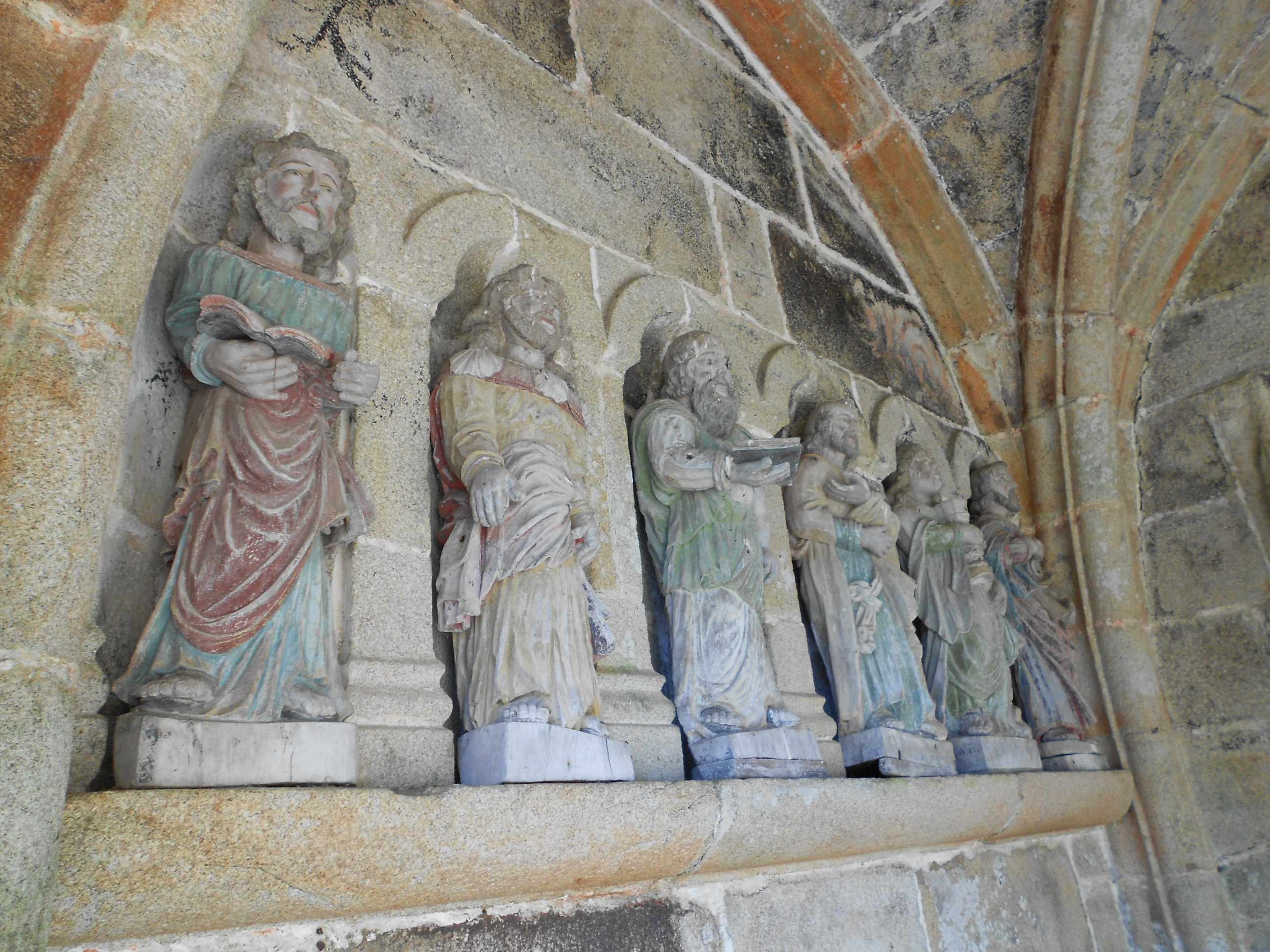
Статуи апостолов в церкви Нотр-Дам
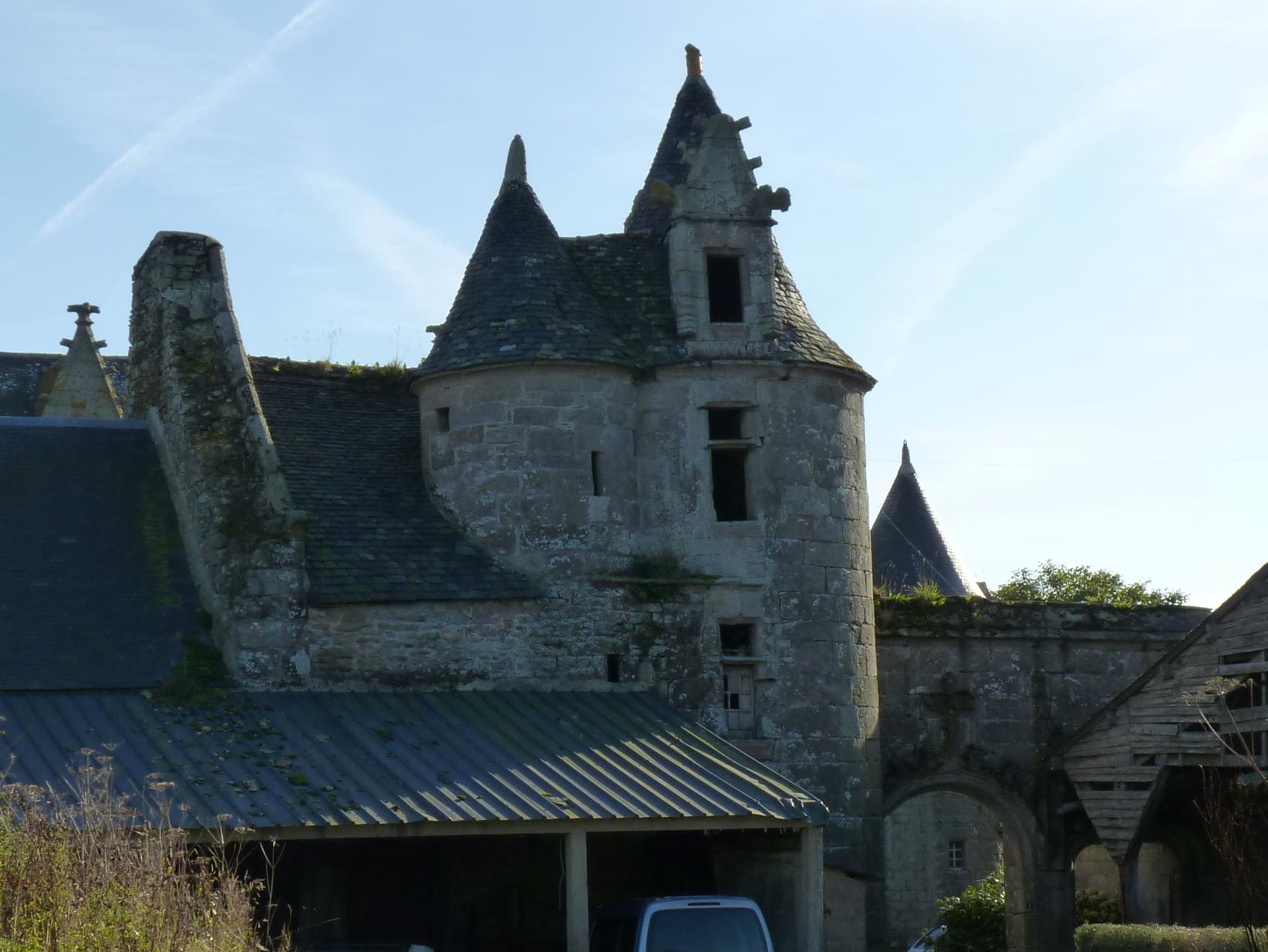
Замок Кермерзи
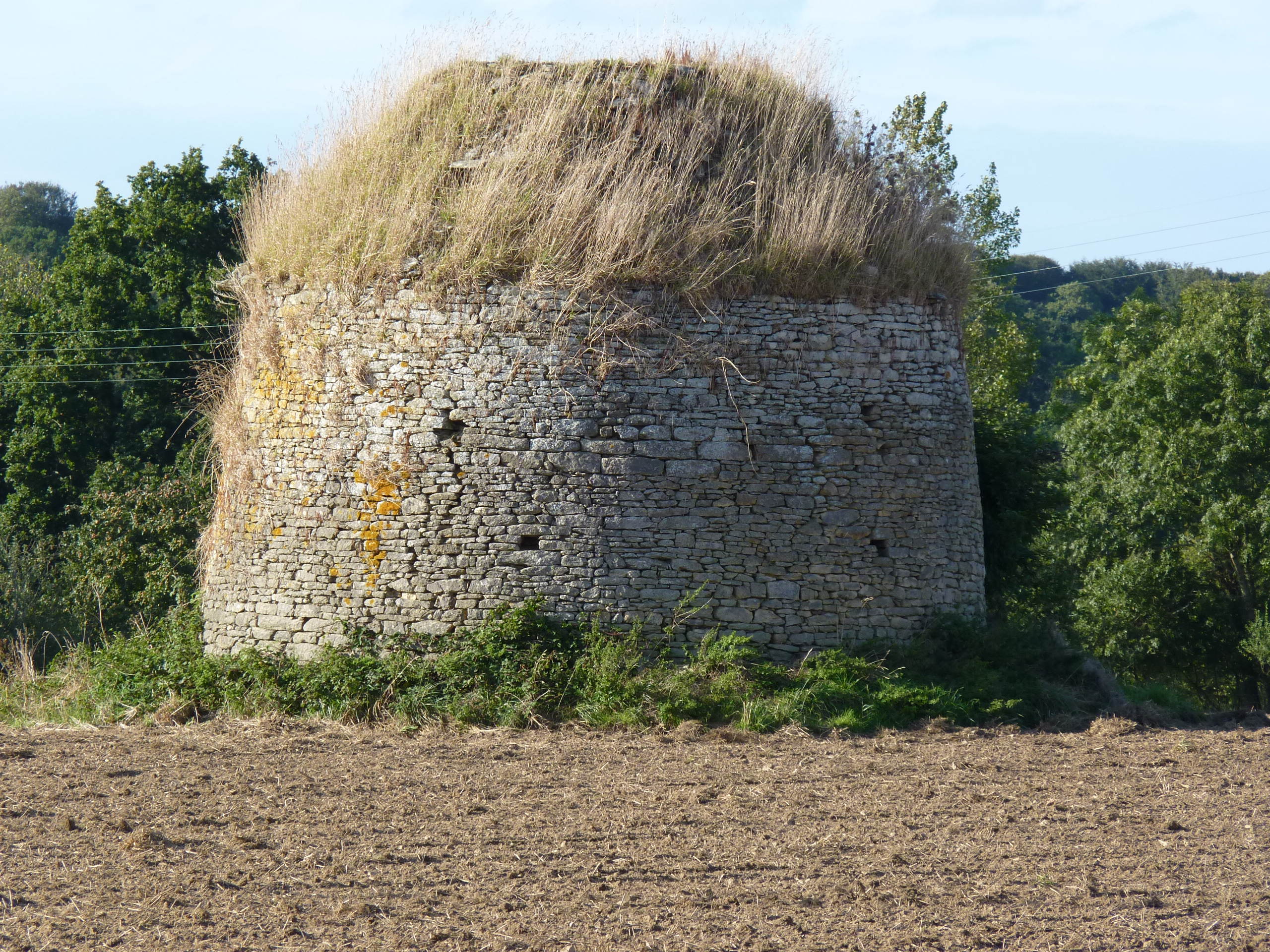
Голубятня замка Кермерзи